# سینما آستارا
سینما آستارا از سینماهای قدیمی تهران است. این سینما در سال ۱۳۴۲ تأسیس شده‌است.  سینما آستارا در میدان تجریش، خیابان شهرداری قرار دارد.

## بازسازی و افتتاح مجدد
پروانه بهره‌برداری از این سینما در سال ۱۳۹۶ در اختیار سید جمال ساداتیان قرار گرفت و با واگذاری این مجوز عملیات بازسازی سینما آستارا شروع و طی ۱۵ ماه ادامه داشت. سرانجام عملیات بازسازی سینما آستارا در آذرماه ۱۳۹۷ به پایان رسید. در طرح جدید این مجموعه، مکان‌هایی برای رستوران و کافه پیش‌بینی شده‌است.

## طراحی به سبک لاله‌زار قدیم
ورودی سینما به سبک لاله‌زار قدیم طراحی شده و رستوران هم حال و هوایی قدیمی دارد.